# Hachisuka Yoshishige
Hachisuka Yoshishige (蜂須賀 至鎮, né le 20 février 1586, mort le 29 mars 1620) est un daimyo de l'époque d'Edo à la tête du domaine de Tokushima. Son titre de cour est Awa no kami.
Yoshishige prend part au siège d'Osaka à l'occasion de la bataille de la Kizu-gawa.

## Source de la traduction
- (en) Cet article est partiellement ou en totalité issu de l’article de Wikipédia en anglais intitulé « Hachisuka Yoshishige » (voir la liste des auteurs).